# 尊敬

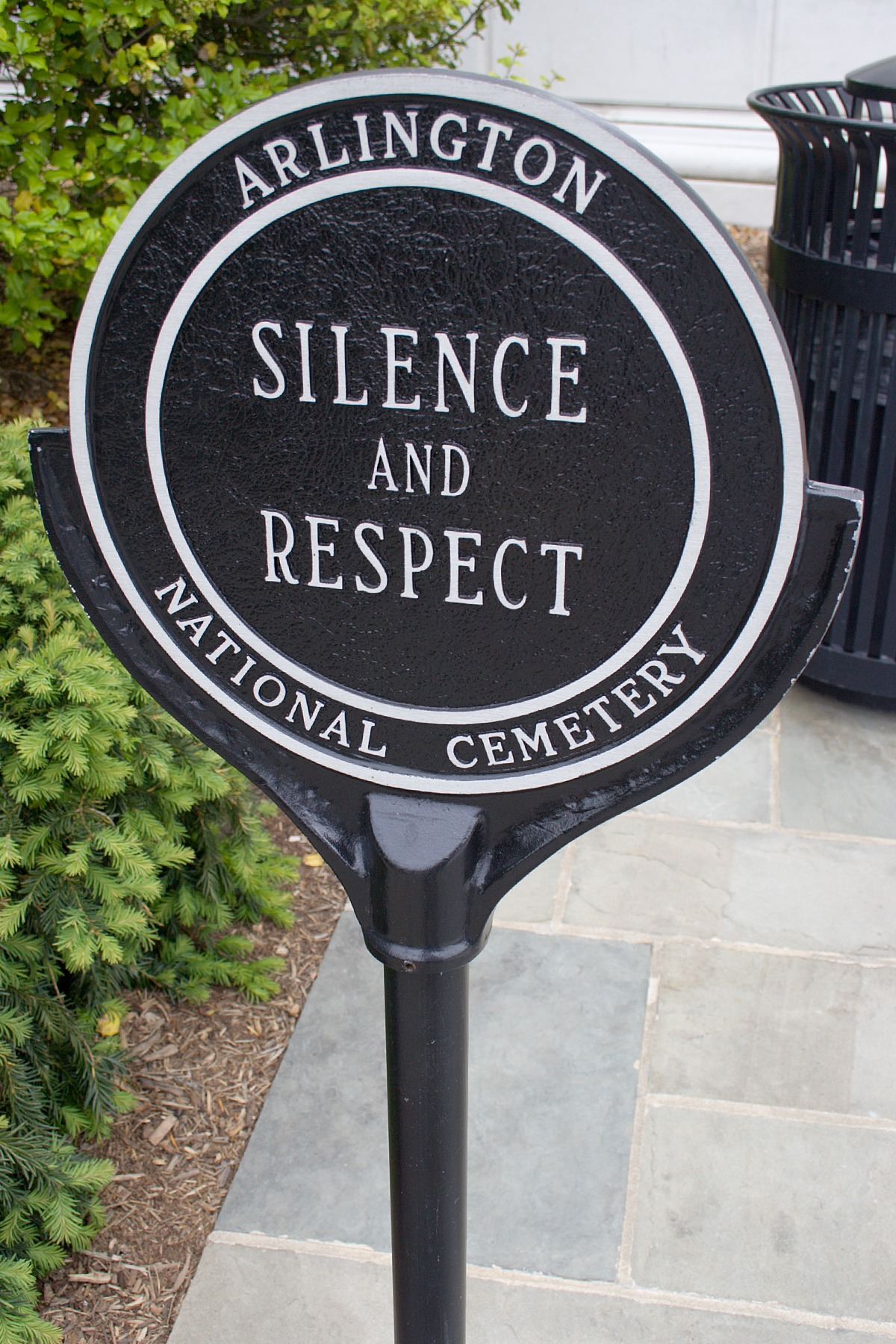
アーリントン国立墓地での「静寂と敬意」を希う標示。

尊敬（そんけい、英: respect 、esteem ）とは、重要と考えられる、もしくは大いに尊重または留意される、ある人やある物に示される肯定的な気持ちや行為である。それにより良き人柄や価値あるものへの賞賛の思いが伝わる。そして尊敬は、ある人の要求や気持ちへの気遣いや配慮・考慮を示すことで、その人を敬う一連の過程でもある。
一部の人々は、他者を援助したり、重要な社会的役割を果たしたりして、個人からの尊敬を得ることもある。多くの文化において個々人は、そうでないことが証されるまでは尊敬に値すると見なされている。尊敬を示す礼儀には、西洋での「サンキュー」やインド亜大陸での「ナマステ」のような簡単な語句もあれば、軽いお辞儀や微笑み・直接のアイコンタクト・簡単な握手のような身振りもある。ただしこれらの行為は、文化的背景によっては異なって解釈される場合もある。

## 尊敬のサイン

### 言葉
尊敬とは、能力、資質、業績に引き出される、誰かまたは何かに対する深い賞賛の感情である。
敬称とは、人を指すときに尊敬の念を表す言葉や表現のことで、多くの場合は代名詞である。通常、敬称は二人称と三人称に使用されるが、一人称に使用するのは一般的ではない。
例えば日本語では、社会的地位の高い人と話す際に、相手の名前の後ろに「さん」を付けたり丁寧な言葉や敬語を使ったりしないことは失礼に当たる。
中国では、相手を下の名前で呼ぶのはその人が長い付き合いの知り合いでない限り失礼だとされている。仕事の関係では互いを肩書きで呼びかけるが、家庭では渾名や親族関係の言葉で呼び合うことがよくある。中国の文化では、友人に対してたとえ数か月年下や年上であっても後輩や先輩と呼ぶ場合がある。中国人は相手に年齢を聞く際、相手をどう呼べばよいかを考えている可能性が高いため、互いの呼びかけ方を知っておくことが大切である。

### ジェスチャー

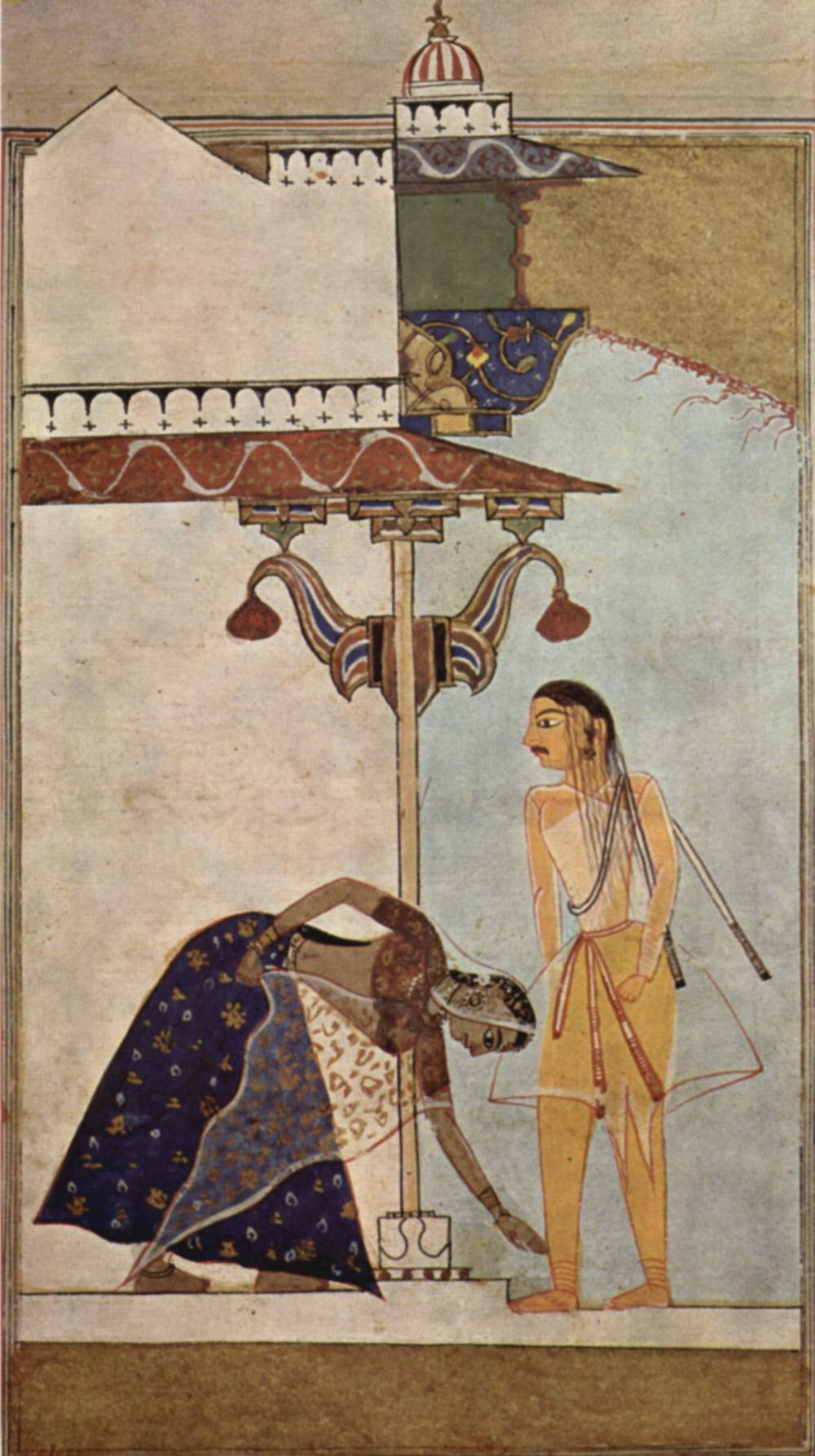
夫の足に触れている妻

世界中のイスラーム文化では、人に敬意を示す方法が多くある。例えば、親や祖父母、先生の手への接吻が推奨されている。そして、ムハンマド・イブン＝アブドゥッラーフの言葉には、両親や先生の顔を笑顔で見ている人は必ずアッラーフから成功と幸福の褒美が与えられると記されている。
インドでは、自らの足が誤って本や文書、他人の足に触れた場合、敬意を表すために右手でジェスチャー「プラナーマ」をして謝罪する習慣が根付いている。この習慣は、富の女神ラクシュミーに関わる貨幣にも適用される。プラナーマに加えて、足を触ることも尊敬の印とされている。例えば、子供が祖父母に挨拶をしている時は祖父母の足に手を当てるのが一般的である。インドの文化では、足は力と愛の源と信じられているからである。
アフリカの多くやそれ以外の一部のコミュニティでは、尊敬の念は拳を触ることで示される。
欧米では当たり前に行われている身振りは、他の地域では失礼とされることがある。例えば、日本では人に直接指を差してはいけない。挨拶やお礼をする時に、身分の低い人が身分の高い人よりも低い位置でお辞儀をしないと無礼な言動とされることがある。お辞儀の持続時間や程度は、年齢や地位等の多くの要因に左右される。ジェスチャーの中には女性だけに適用されるものもある。女性が化粧品やブラジャーを身に付けていないと、職業倫理に反すると思われたり無神経だと思われたりする可能性がある。

## 中国の文化
日本の文化とは異なり、中国の文化では挨拶や別れの意思表示として頭を下げる必要はない。一般的に、お辞儀は年長者や先祖への敬意の印であるためにお辞儀を頻繁に行うのは憚かられており、頭を下げる代わりにお腹の高さで右手の拳を左の手の平で包む。挨拶が丁寧なほど、尊敬の念を示す。

## アメリカ先住民の文化

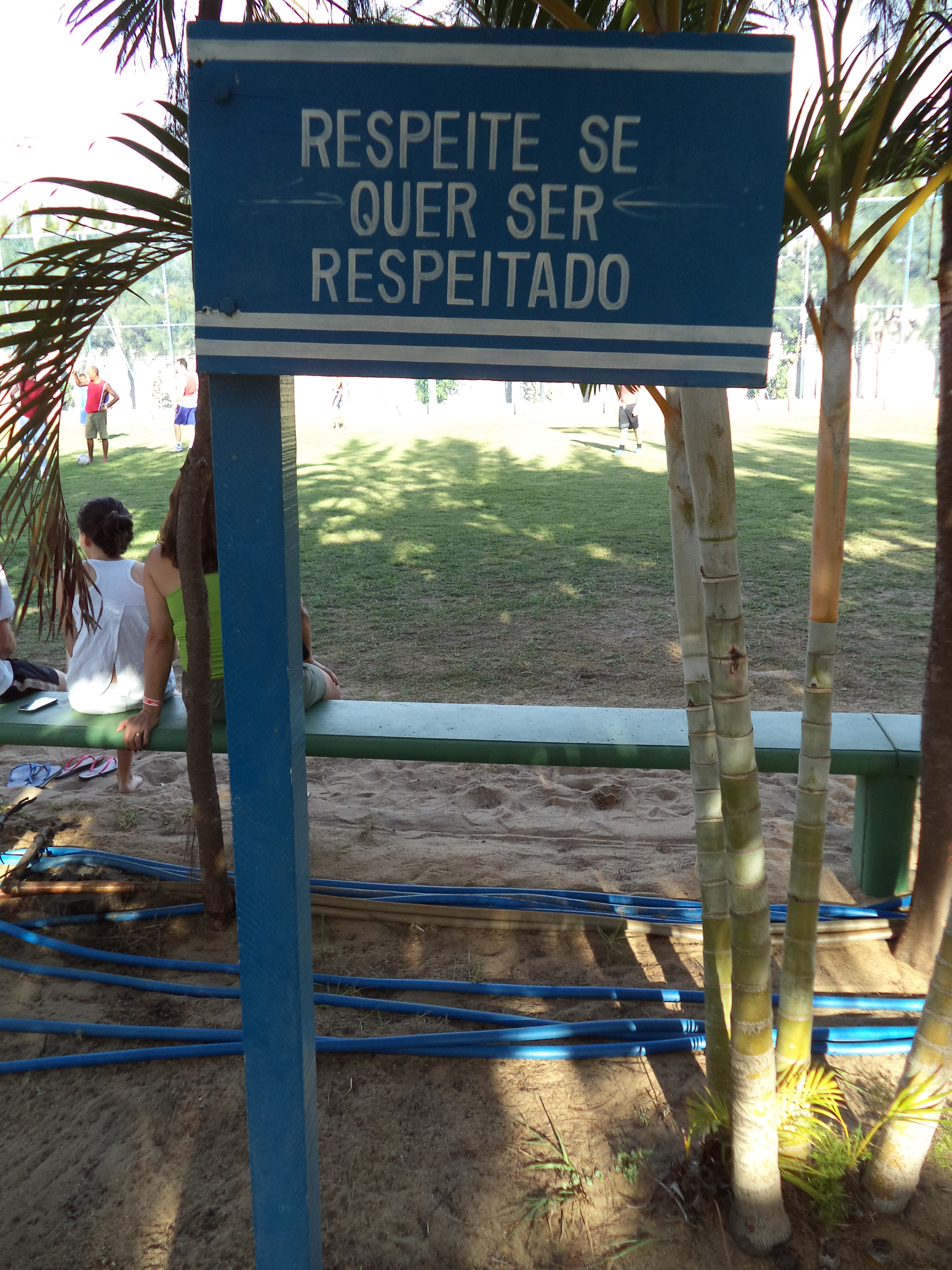
サン・ジョアン・ダ・バラにある「尊敬されたければ尊敬しろ」と書かれた看板